# Стадион Хиганте де Аројито
Стадион Хиганте де Аројито (шп. Estadio Gigante de Arroyito) је вишенаменски стадион који се налази у Росариу, Аргентина. Највише се користи за фудбал. Стадион је у власништву фудбалског клуба Росарио и ту клуб игра своје утакмице када је домаћин. Такође и Фудбалска репрезентација Аргентине се служи овим стадионом.
Стадион је добио име по насељу Аројито где се налази. Званично отворен 14. новембра 1926., стадион има капацитет од 45.500 гледалаца. Осим тога, Хиганте де Ароито је био једно од места одигравања утакмица за Светско првенство у фудбалу 1978., Копа Америка 1975. и Копа Америка 1987.